# Rita Akosua Dickson
Rita Akosua Dickson (* 1. August 1970) ist eine ghanaische Phytochemikerin und Hochschullehrerin. Sie ist Professorin in der Abteilung für Pharmakognosie der Fakultät für Pharmazie der Kwame Nkrumah University of Science and Technology (KNUST) in Ghana. 2018 wurde sie dort die erste Pro-Vizekanzlerin, 2020 die erste Vizekanzlerin der KNUST und wurde 2024 im Amt bestätigt.

## Leben und Werk
Dickson besuchte die St. Monica’s Secondary School in Mampong-Ashanti und legte dort 1987 ihr General Certificate of Education (GCE) Ordinary Level ab. 1987 erhielt sie an der Wesley Girls’ High School in Cape Coast ihr GCE Advanced Level. An der KNUST erwarb sie 1994 ihren Bachelor-Abschluss in Pharmazie und 1999 einen Master-Abschluss in Phytochemie. Am King’s College London promovierte sie 2007 in Pharmakologie.
Dickson begann 2000 ihre Lehrtätigkeit an der KNUST als Dozentin. Von 2005 bis 2007 war sie Demonstrator am Department of Pharmaceutical Microbiology des King’s College London der University of London. 2007 kehrte sie nach Ghana zurück und wurde an der KNUST 2009 zur Senior Lecturer befördert und 2014 außerordentliche Professorin. Sie war außerdem von 2009 bis 2014 Visiting Senior Lecturer und wurde dann Visiting Associate Professor an der Faculty of Pharmacy der Madonna University Elele in Port Harcourt in Nigeria. Von 2014 bis 2020 war sie Associate Professor of Pharmacognosy und wurde dann Professorin an der KNUST.
Sie war an der KNUST Dekanin der Fakultät für Pharmazie und Pharmazeutische Wissenschaften und wurde im Oktober 2018 die 21. Pro-Vizekanzlerin der KNUST und damit dort die erste Frau in dieser Position. 2020 wurde sie die erste Vizekanzlerin an der KNUST.
Sie war Mitglied verschiedener Ausschüsse, darunter des wissenschaftlichen Ausschusses der 10. Konferenz der Commonwealth Pharmacists Association (CPA), des wissenschaftlichen Ausschusses der 75. Jahreshauptversammlung der Pharmazeutischen Gesellschaft von Ghana in Kumasi, des Ausschusses zur Bearbeitung der Lehrpläne für die Pharm-D- und HND-Aufstockungsprogramme, des Ausschusses zur Entwicklung eines Plans und Budgets für die Ausbildung der Sieben-Sterne-Apotheker, des Ausschusses zur Überprüfung des Lehrplans der West African Health Organisation (WAHO) zur Harmonisierung der pharmazeutischen Ausbildung in der westafrikanischen Subregion und des Ausschusses zur Aktualisierung der Dokumente zum Pharm-D.-Programm für die Akkreditierung durch das National Accreditation Board. Sie ist Mitglied der LAPAG (Lady Pharmacists Association of Ghana) und Fellow des Ghana College of Pharmacists, Mitglied der Commonwealth Pharmacists Association (CPA) und Mitglied der International Pharmacists Federation.
Dickson heiratete Nana Sarkodie Dickson, mit dem sie vier Töchter bekam.

## Forschung
Dicksons Forschung konzentriert sich auf die Nutzung einheimischer natürlicher Ressourcen. Sie erforscht bioaktive Naturprodukte aus Heilpflanzen auf der Grundlage ihrer ethnopharmakologischen Verwendung, mit besonderem Schwerpunkt auf den Bereichen antiinfektiöse Eigenschaften, Wundheilung, entzündungshemmende Wirkung, antipyretische Eigenschaften und antidiabetisches Potenzial.
Ihre Forschung führte zur Isolierung und Strukturaufklärung mehrerer bioaktiver Naturstoffe, darunter Cassan-Furanoditerpenoide, Cumarine, Alkaloide, Glucoside und Flavonoide.

## Auszeichnungen
2003 erhielt Dickson ein Commonwealth Scholarship für ihr Doktoratsstudium am King’s College der University of London und 2011 ein Commonwealth Academic Fellowship am Department of Pharmaceutical and Biological Chemistry der School of Pharmacy der University of London. Sie forschte dort als Gastwissenschaftlerin zu bioaktiven Naturstoffen und war Novartis Fellow in Zusammenarbeit mit Seeding Labs in den USA.

## Veröffentlichungen (Auswahl)
- mit Benedict Owusu Yankyera, Bernard Kofi Turkson: Das "KOOKO"-Syndrom verstehen. Eine ethnobotanische Perspektive aus Westafrika. Verlag Unser Wissen, 2021.